# Wraxall (North Somerset)
Wraxall – wieś w Anglii, w hrabstwie ceremonialnym Somerset, w dystrykcie (unitary authority) North Somerset. Leży 11 km na zachód od miasta Bristol i 181 km na zachód od Londynu.